# Euphrasia ostenfeldii
Euphrasia ostenfeldii là loài thực vật có hoa thuộc họ Cỏ chổi. Loài này được (Pugsley) Yeo mô tả khoa học đầu tiên năm 1971.